# Gara Luton Airport Parkway

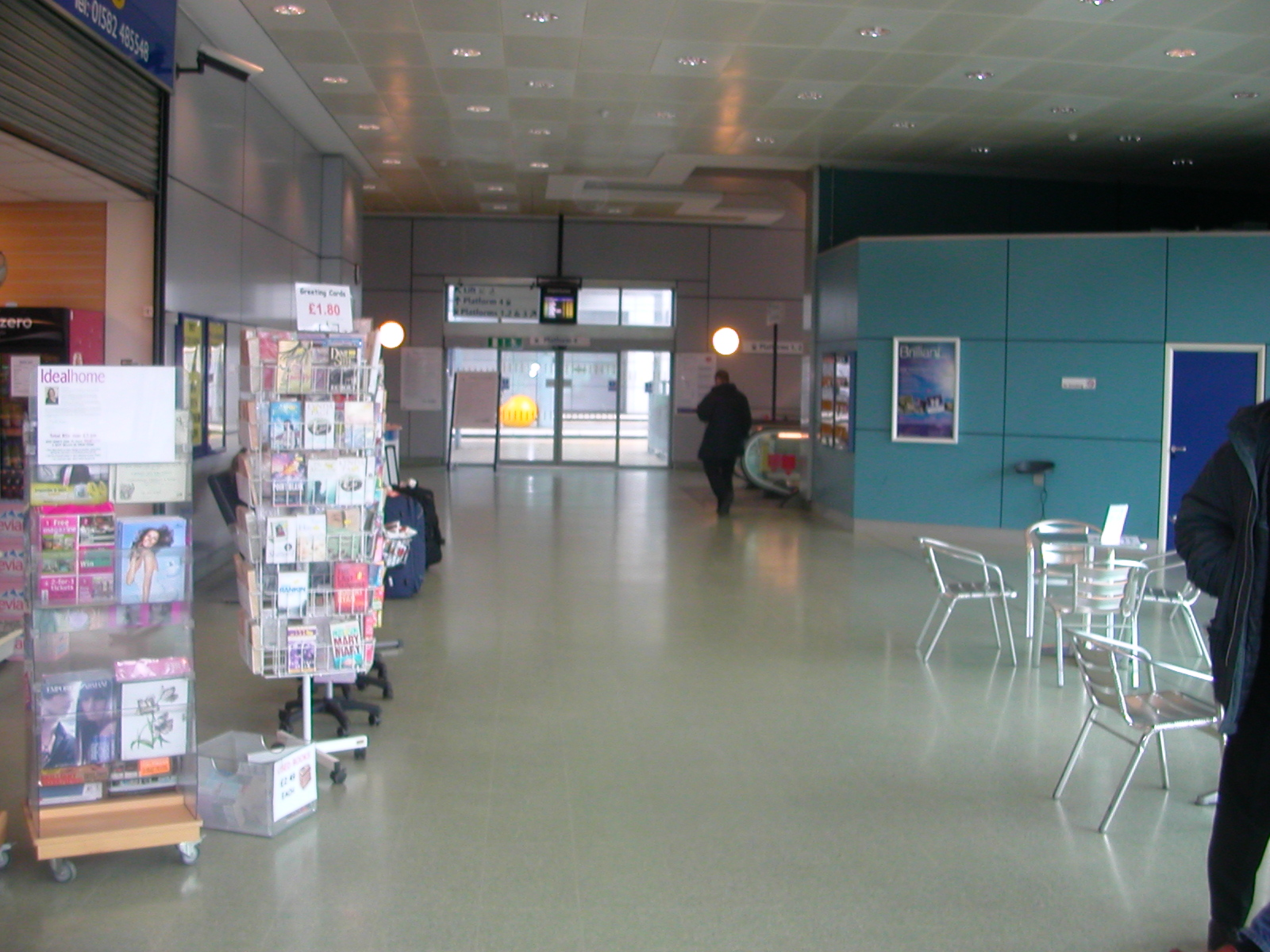
Nivel intermediar adiacent peronului 4

Gara Luton Airport Parkway este o gară pe Magistrala Midland din Anglia, care deservește sudul orașului Luton și Aeroportul Luton din Bedfordshire. Aceasta este situată în Park Town, Luton, la 47 km de Londra St Pancras, între Harpenden și Luton. Codul gării este LTN, care este și codul IATA al aeroportului.
Gara este deservită de trenuri operate de Thameslink pe ruta Thameslink și de East Midlands Trains pe Magistrala Midland.
Gara Luton Airport Parkway este situată la aproximativ 1,6 km vest de aeroport, de care este legat printr-un serviciu de transfer cu autobuzul tarifat suplimentar.

## Istoric
Gara a fost inaugurată în 1999 cu scopul de a deservi Aeroportul Luton. Inițial, aceasta a fost legată de aeroport printr-un transfer gratuit cu autobuze operate de National Car Parks în numele proprietarilor aeroportului. În ianuarie 2008, autobuzul de transfer gratuit a fost înlocuit cu servicii mult mai frecvente, dar contra cost, oferite de First Capital Connect. Acum că Govia operează din nou Thameslink, este planificat ca transferul să redevină gratuit.
În noiembrie 2008, gara a devenit prima de pe ruta Thameslink căreia i s-au extins peroanele cu scopul de a putea deservi trenuri de douăsprezece vagoane, ca parte a programului Thameslink. În aprilie 2013, o nouă intrare în partea de nord a fost deschisă pe Kimpton Road, Luton.

## Servicii

### Serviciu de transfer spre Aeroportul Luton
Gara este legată de Aeroportul Luton cu un autobuz de transfer, a cărui traseu durează 10 minute. Autobuzele circulă la fiecare 10 minute în timpul zilei și sunt coordonate cu toate trenurile pe timp de noapte. Serviciul este furnizat de Thameslink, iar rezervarea biletului direct la aeroport este disponibilă la toate gările National Rail. Pasagerii fără bilete directe trebuie să plătească un tarif suplimentar pentru a utiliza autobuzele.